# Низменность Гудзонова залива
Ни́зменность Гудзо́нова зали́ва (англ. Hudson Bay Lowlands) — низменная равнина у юго-западного берега Гудзонова залива. Расположена на территории провинции Онтарио в Канаде.
Низменность сложена ордовикскими и силурийскими осадочными породами и антропогеновыми морскими наносами. Высота её достигает 200 м. Поверхность плоская, заболоченная. Климат субарктический. Распространены многолетнемёрзлые породы. Растительность болотная, по долинам рек (Черчилл, Нельсон, Северн) произрастают ивовые кустарники. Население редкое.